# Acrosynanthus parvifolius
Acrosynanthus parvifolius là một loài thực vật có hoa trong họ Thiến thảo. Loài này được Britton ex Standl. mô tả khoa học đầu tiên năm 1918.